# Banège
La Banège (en occitan Baneja) est une  rivière du sud de la France c'est un affluent du Dropt donc un sous-affluent de la Garonne.

## Géographie
De 17,6 km de longueur, la Banège est une rivière qui prend sa source sur la commune de Nojals-et-Clotte en Dordogne et se jette dans le Dropt en rive droite sur la commune de Plaisance.

## Département et communes traversés
- Dordogne : Montaut, Bardou, Issigeac, Plaisance.

## Principal affluent
- Le Courbarieux : 8,1 km